# Jo’aw Galant
Jo’aw Galant (hebr. יואב גלנט, ang. Yoav Gallant; ur. 8 listopada 1958 w Jafie) – izraelski wojskowy i polityk, dowódca sił izraelskich w regionie Dystryktu Południowego. Od 2015 poseł do Knesetu, minister budownictwa (2015–2019), minister alii i imigracji (2019–2020), minister edukacji (2020–2021), w latach 2022–2024 minister obrony Izraela.
21 listopada 2024 r. został objęty nakazem aresztowania przez Międzynarodowy Trybunał Karny w Hadze z oskarżenia o zbrodnie wojenne oraz zbrodnie przeciwko ludzkości.

## Życiorys
Urodził się w Jafie w 1958 roku, w rodzinie polskich Żydów. Jego matka ocalała z Holokaustu. Posiada tytuł licencjata z ekonomii, który uzyskał na Uniwersytecie w Hajfie. W 1977 roku rozpoczął karierę wojskową wstępując do marynarki wojennej, służąc w jednostce operacyjnej Szejjetet 13. Pod koniec lat 90. XX wieku, Galant przeniósł się do sił lądowych. Otrzymawszy stopień generała-majora (alluf, odpowiednik generała dywizji) został szefem departamentu obrony w gabinecie premiera Izraela.
Był szefem oddziałów izraelskich w Dystrykcie Południowym i jednym z dowódców operacji w Strefie Gazy, prowadzonej na przełomie 2008 i 2009. 22 sierpnia 2010 został mianowany szefem Sztabu Generalnego Sił Obronnych Izraela.

### Kariera polityczna
W wyborach w 2015 został wybrany posłem z listy My Wszyscy. W rządzie Binjamina Netanjahu został ministrem budownictwa i mieszkalnictwa. Pod koniec 2018 roku opuścił dotychczasowe ugrupowanie i przeszedł do Likudu. 2 stycznia 2019 zrezygnował z mandatu posła (zastąpił go Fentahun Sejum), przestał też pełnić funkcję ministra, którą objęła Jifat Szasza-Bitton. 9 stycznia na nowo wszedł w skład rządu, jako minister absorpcji imigrantów – zastępując w ministerstwie samego premiera oraz, pełniącego obowiązki, Jariwa Lewina. W wyborach w kwietniu 2019 ponownie zdobył mandat poselski, z listy Likudu.
17 maja 2020 roku zaprzysiężony na ministra edukacji. 13 czerwca 2021 w wyniku utworzenia nowego rządu, na stanowisku ministra zastąpiła go Jifat Szasza-Bitton. 29 grudnia 2022 został ministrem obrony w kolejnym rządzie Binjamina Netanjahu.

#### Oskarżenia o zbrodnie wojenne
20 maja 2024 roku Prokurator Międzynarodowego Trybunału Karnego w Hadze (MTK) Karim Khan poinformował, że wniósł wniosek o nakazy aresztowania dla premiera Binjamina Netanjahu i ministra obrony Izraela Jo’awa Galanta, a także trzech przywódców Hamasu. Prokurator MTK zarzucił premierowi Izraela i ministrowi obrony zbrodnie popełnione w Strefie Gazy podczas wojny Izraela z Hamasem, m.in. posługiwanie się głodem jako metodą prowadzenia wojny, umyślne powodowanie wielkiego cierpienia czy kierowanie ataków na ludność cywilną. 21 listopada 2024 Międzynarodowy Trybunał Karny wydał nakaz aresztowania Galanta, a także premiera Netanjahu i przywódcy Hamasu Muhammada Dajfa. Jest oskarżony o zbrodnie przeciwko ludzkości i zbrodnie wojenne popełnione w okresie od co najmniej 8 października 2023 do co najmniej 20 maja 2024 tj. do dnia, w którym prokurator MTK złożył wnioski o wydanie nakazu aresztowania.

## Życie prywatne
Jest żonaty, ma trójkę dzieci.